# 無人知曉的家
《無人知曉的家》（英語：The Secret House）是一部2025年上映的台韓合製懸疑劇情片，由韓國導演朴相敏執導，主演為宋芸樺與李洪耐。影片取材自2017年西班牙電影《詭影》，故事背景移至1970年代的台灣，透過一棟歷史老宅與家族秘密交織，呈現一場懸疑與人性掙扎交錯的悲劇故事。

## 劇情簡介
1979年，因父親被控連環殺人案而聲名掃地，成民（李洪耐 飾）的母親攜四名子女從韓國潛逃至台灣，在深山中的一棟荒廢古宅中定居，過著與世隔絕的生活。圖書館員麗華（宋芸樺 飾）的出現，為他們的封閉世界帶來一絲希望。然而，母親病逝後，成民為避免兄弟姊妹被送進孤兒院，隱瞞了她的死訊。不料，已出獄的父親突然出現，家庭再陷危機，神秘異象接踵而來。面對潰散邊緣的家園，成民必須做出抉擇。

## 演員陣容
宋芸樺 飾 麗華
李洪耐 飾 成民
柳善皓 飾 成民的弟弟

## 發行與展映
本片預定於2025年6月29日於第27屆台北電影節中山堂中正廳進行「特別放映」。本屆影展舉行時間為6月20日至7月5日。

## 外部連結
台北電影節官方頁面
互聯網電影數據庫（IMDb）上《無人知曉的家》的資料
K-Movie Entertainment & STUDIO 網站上介紹